# Potenciales evocados visuales
Los potenciales evocados visuales (PEV) resultan de los cambios producidos en la actividad bioeléctrica cerebral tras estimulación luminosa. El estímulo más frecuentemente utilizado para obtener PEV, es una imagen en damero (en tablero de ajedrez), con una serie de cuadros blancos y negros, que van alternándose (PEV-pattern). Consigue evocar potenciales grandes y reproducibles. Precisa la colaboración del paciente. 
En pacientes no colaboradores o que no consiguen ver la pantalla con el damero, se utilizan otros estímulos como destellos luminosos. Estos producen respuestas evocadas con gran variabilidad inter-individual, en morfología y latencias, por lo que únicamente sirven para determinar si llega el estímulo luminoso a la corteza cerebral, y para comparar la respuesta de ambos ojos, en busca de asimetrías.
Es la única prueba clínicamente objetiva para valorar el estado funcional del sistema visual. Registra las variaciones de potencial en la corteza occipital provocada por un estímulo sobre la retina. Por esta razón puede evaluar la función retinocortical en niños, con capacidades diferentes y pacientes afásicos. También puede distinguir entre pacientes con ceguera psicológica y los que la padecen por una causa orgánica. 
Podemos explorar los PEV-pattern por hemicampos, cuando existe sospecha de lesión quiasmática, que suele comenzar por la afectación de las fibras del hemicampo visual externo.
Los potenciales evocados visuales representan una exploración neurofisiológica muy sensible, ya que se alteran en una elevada proporción de pacientes con anomalías visuales, incluso en pacientes con afección subclínica de la vía visual, como ocurre en la esclerosis múltiple. Sin embargo, es una exploración poco específica a la hora de determinar el tipo de patología, ya que cualquier problema que se interponga entre el estímulo y el registro en corteza occipital, puede provocar anomalías en los potenciales visuales siempre que cause suficiente disfunción visual (defecto de corrección óptica, catarata densa, retinopatía, glaucoma, neuropatía óptica, infarto cerebral, etc). Deben, por tanto, evaluarse con precaución y dentro de un contexto clínico. Además, debemos tener en cuenta que lesiones postquiasmáticas con disfunción visual pueden cursar sin anomalías en los PEV.
Otra característica de enorme valor de los potenciales evocados visuales, es que aportan datos cuantificables de latencia y amplitud. Esto nos permite identificar una disfunción en la vía visual, orientando si predominan los fenómenos desmielinizantes, con retraso de los potenciales (aumento de latencia) o si predomina un defecto de activación axonal en la vía visual (reducción de amplitud). Por otro lado, nos permite realizar un seguimiento evolutivo, pudiendo evaluar la posible eficacia de un tratamiento, o la progresión de una enfermedad. 
Cuando los potenciales evocados visuales muestran anomalías en un solo ojo, podemos deducir que existe patología prequiasmática en ese lado. Si las anomalías son bilaterales, no podemos definir la localización de la lesión, ya que las fibras correspondientes a la retina nasal decusan al lado contralateral en el quiasma.

## Realización
Los potenciales evocados visuales se realizan situando al paciente frente a una pantalla en la que aparece un tablero de ajedrez con cuadrados blancos y negros con un punto guía en el centro del tablero. Una vez haya comenzado la estimulación dichos cuadrados alternarán rítmicamente según una frecuencia establecida, quedando fijo el punto guía en el centro de la pantalla. 
El paciente será preparado colocándole una serie de electrodos o sensores en la parte posterior de la cabeza, en la región occipital. Dichos sensores se ubican en la línea media occipital, inion, occipital izquierdo y occipital derecho tomando como referencia otro sensor situado en la zona anterior de la cabeza y común a todos los demás. Estos sensores serán los encargados de escuchar las variaciones bioeléctricas que se produzcan por cada estímulo, transmitiéndolos a un aparato que promediará y procesará las señales recogidas.
Una vez preparado el paciente y situado frente a la pantalla se le pedirá que mire fijamente al punto guía, procurando no perderlo de vista ni distraerse con el movimiento alterno de los cuadrados. El paciente deberá permanecer atento y concentrado evitando quedarse dormido.
Una vez comience la prueba los cuadrados de la pantalla comenzarán a cambiar de color de forma alterna provocando una reacción nerviosa que es trasmitida por la retina al nervio óptico y por éste hasta la zona occipital del cerebro donde serán recogidos los cambios que se produzcan por los sensores y llevados al promediador o aparato para su procesamiento.
Generalmente se evocan dos series de cien estímulos por cada ojo quedando tapado el ojo que no es estimulado y utilizando, al menos, dos frecuencias espaciales para el tablero de ajedrez, es decir, una frecuencia baja con cuadrados grandes y en menor número y una frecuencia alta con cuadrados más pequeños y en mayor número.
Se deberá realizar la exploración sin cristales correctores si bien se pueden utilizar éstos para poner de manifiesto posibles defectos de refracción o cuando se sospeche una neuropatía del nervio óptico por esclerosis múltiple.
En el PEV FLASH se utiliza un estroboscopio o flash en lugar de la pantalla con el tablero de ajedrez. Se realiza situando el estroboscopio frente al ojo a estimular y dando las series de destellos luminosos establecidas quedando el otro ojo tapado. La colocación de los sensores o electrodos en el paciente es similar al pev pattern.
Estas pruebas son del todo indoloras e inocuas y no provocan efectos secundarios importantes en los pacientes salvo, en ocasiones, cefaleas, mareos y/o somnolencia.

## Indicaciones
- Enfermedad desmielinizante del sistema nervioso central. Esclerosis múltiple
- Neuritis óptica de cualquier causa
- Lesión quiasmática
- Estimación de la agudeza visual por PEV
- Ambliopía
- Ceguera cortical
- Hipoxia neonatal
- Enfermedades neurodegenerativas
- Coma
- Neurofibromatosis
- Neuropatía óptica: isquémicas, metabólicas, tóxicas

- Datos: Q6083570